# Beuvrages
Beuvrages é uma comuna francesa na região administrativa de Altos da França, no departamento do Norte. Estende-se por uma área de 3 km². Em 2010 a comuna tinha 6 855 habitantes (densidade: 2 285 hab./km²).